# Campeonato Mundial de Halterofilismo de 2009 - Até 94 kg masculino
A competição masculina na divisão até 94 kg foi realizada em entre 26 e 27 de novembro de 2009.

## Calendário
Os competidores foram divididos em três grupos:
| Dia            | Horário | Fase    |
| -------------- | ------- | ------- |
| 26 de novembro | 09:00   | Grupo C |
| 27 de novembro | 13:00   | Grupo B |
| 27 de novembro | 19:00   | Grupo A |

## Medalhistas
| Prova     | Ouro                | Ouro   | Prata                  | Prata  | Bronze                | Bronze |
| --------- | ------------------- | ------ | ---------------------- | ------ | --------------------- | ------ |
| Arranque  | Artem Ivanov (UKR)  | 180 kg | Kim Min-jae (KOR)      | 178 kg | Asghar Ebrahimi (IRI) | 176 kg |
| Arremesso | Kim Seon-jong (KOR) | 218 kg | Valeriu Calancea (ROU) | 211 kg | Anatolie Cîrîcu (MDA) | 210 kg |
| Total     | Kim Min-jae (KOR)   | 384 kg | Kim Seon-jong (KOR)    | 383 kg | Andrei Demanov (RUS)  | 381 kg |

## Recordes
Antes desta competição, os recordes mundiais da categoria eram os seguintes:
| Recorde         | Tipo      | Atleta                    | Peso   | Local  | Data                   |
| Recorde mundial | Arranque  | Akakios Kakiasvilis (GRE) | 188 kg | Atenas | 27 de novembro de 1999 |
| Recorde mundial | Arremesso | Szymon Kołecki (POL)      | 232 kg | Sófia  | 29 de abril de 2000    |
| Recorde mundial | Total     | Akakios Kakiasvilis (GRE) | 412 kg | Atenas | 27 de novembro de 1999 |

## Resultados
Ref.
| Pos. | Atleta                   | Grupo | Peso (kg) | Arranque (kg) | Arranque (kg) | Arranque (kg) | Arranque (kg) | Arremesso (kg) | Arremesso (kg) | Arremesso (kg) | Arremesso (kg) | Total (kg) |
| Pos. | Atleta                   | Grupo | Peso (kg) | 1             | 2             | 3             | Pos.          | 1              | 2              | 3              | Pos.           | Total (kg) |
| ---- | ------------------------ | ----- | --------- | ------------- | ------------- | ------------- | ------------- | -------------- | -------------- | -------------- | -------------- | ---------- |
| 1    | Kim Min-jae (KOR)        | A     | 93,86     | 175           | 175           | 178           | 2             | 205            | 205            | 206            | 6              | 384        |
| 2    | Kim Seon-jong (KOR)      | A     | 92,89     | 160           | 165           | 168           | 11            | 211            | 218            | 226            | 1              | 383        |
| 3    | Andrei Demanov (RUS)     | A     | 93,72     | 171           | 176           | 176           | 6             | 210            | 210            | 210            | 5              | 381        |
| 4    | Rovshan Fatullayev (AZE) | B     | 92,99     | 165           | 170           | 175           | 8             | 210            | 210            | 210            | 4              | 380        |
| 5    | Artem Ivanov (UKR)       | B     | 93,64     | 175           | 180           | 184           | 1             | 200            | 205            | 205            | 11             | 380        |
| 6    | Eugen Bratan (MDA)       | A     | 93,90     | 170           | 174           | 176           | 4             | 203            | 207            | 207            | 8              | 377        |
| 7    | Asghar Ebrahimi (IRI)    | B     | 93,63     | 176           | 181           | 182           | 3             | 200            | 206            | —              | 10             | 376        |
| 8    | Bartłomiej Bonk (POL)    | A     | 93,69     | 172           | 176           | 176           | 5             | 204            | 209            | 209            | 7              | 376        |
| 9    | Anatolie Cîrîcu (MDA)    | A     | 92,05     | 165           | 165           | 170           | 10            | 210            | 213            | 213            | 3              | 375        |
| 10   | Igor Vashanov (KAZ)      | B     | 92,85     | 170           | 170           | 170           | 7             | 200            | 206            | 206            | 9              | 370        |
| 11   | David Matam (FRA)        | B     | 91,35     | 162           | 167           | 171           | 9             | 198            | 203            | 203            | 12             | 365        |
| 12   | Ervis Tabaku (ALB)       | B     | 92,90     | 165           | 169           | 170           | 12            | 195            | 196            | 200            | 13             | 361        |
| 13   | Teimuraz Gogia (GEO)     | B     | 93,64     | 160           | 160           | 165           | 13            | 192            | 192            | 192            | 16             | 357        |
| 14   | Ruslan Ramazanow (TKM)   | B     | 93,96     | 160           | 160           | 160           | 17            | 190            | 196            | 200            | 14             | 356        |
| 15   | José Juan Navarro (ESP)  | B     | 93,85     | 160           | 160           | 165           | 16            | 195            | 200            | 200            | 15             | 355        |
| 16   | Hsieh Wei-chun (TPE)     | C     | 93,73     | 150           | 155           | 161           | 15            | 192            | 192            | 202            | 17             | 353        |
| 17   | Wilmer Torres (COL)      | B     | 92,75     | 163           | 166           | 166           | 14            | 185            | 185            | —              | 20             | 348        |
| 18   | Salwan Jasim (IRQ)       | C     | 92,71     | 145           | 150           | 150           | 18            | 180            | 185            | 190            | 18             | 340        |
| 19   | Resul Elvan (TUR)        | C     | 93,51     | 145           | 145           | 150           | 19            | 185            | 190            | 192            | 19             | 340        |
| 20   | Dmitrijs Usovskis (LAT)  | C     | 89,95     | 140           | 144           | —             | 20            | 170            | 175            | 175            | 21             | 310        |
| 21   | Abu Bakar Kabia (SLE)    | C     | 90,12     | 120           | 120           | 122           | 22            | 145            | 150            | 153            | 22             | 275        |
| 22   | Husam Hamada (PLE)       | C     | 90,43     | 110           | 117           | 123           | 21            | 135            | 146            | 146            | 23             | 269        |
| —    | Valeriu Calancea (ROU)   | A     | 93,42     | 170           | 170           | 172           | —             | 211            | 211            | 218            | 2              | —          |
| DQ   | Vladimir Sedov (KAZ)     | A     | 92,23     | 177           | 182           | 185           | —             | 210            | 217            | 225            | —              | —          |
| DQ   | Nizami Paşayev (AZE)     | A     | 93,75     | 177           | 177           | 177           | —             | 207            | 207            | 210            | —              | —          |